# Хильков Семен Олексійович
Хильков Семен Олексійович (1891–1973) — більшовицький діяч, член Центрального ревкому Донбасу, член губернського революційного комітету Донецької губернії.

## Біографія
Народився в 1891 році.
До революції був одним з керівників більшовицький організації Таганрогу. Через політичну роботу був засланий. Після лютневої революції повернувся з заслання став одним з організаторів гришинської більшовицький організації.
Наприкінці літа 1917 приїхав до Таганрога. 17 вересня брав участь у загальноміських зборах членів РСДРП, на якому був обраний до міського комітета.
4 грудня 1917 брав участь у з'їзді ревкомів Донбасу від Таганрога, на цьому ж з'їзді був обраний в Центральне бюро Військово-революційніх комітетів Донбасу.
17 грудня 1917 брав участь в вседонецкому з'їзді ревкомів, на ньому ж був обраний в Бюро військово-революціонніх комітетів Донбасу.
У січні 1918 р. за дорученням Центрального військово-революційного комітету Донбасу С. А. Хільков керував роззброєнням 3-їй кавалерійської дивізії, окремі частини якої були розташовані в Гришинському районі.
У лютому 1919 року Семен був призначений одним з п'яти членів губревкома новоствореної Донецької губернії.
Помер у Москві в 1973 році похований на Новодівичому кладовищі.

## Сім'я
Дружина: Хилькова Ніна Василівна (1901–1983)